# Matevž Vrčko
Matevž Vrčko, slovenski politik, * ?.
Med 20. marcem 1997 in 31. decembrom 2000 je bil državni sekretar Republike Slovenije na Ministrstvu za šolstvo, znanost in šport Republike Slovenije.